# Uderinky
Uderinky este o arie protejată (arie specială de conservare — SAC, sit de importanță comunitară — SCI) din Slovacia întinsă pe o suprafață de 101,35 ha, integral pe uscat.

## Localizare
Centrul sitului Uderinky este situat la coordonatele 48°25′36″N 19°37′45″E / 48.426788°N 19.629253°E.

## Înființare
Situl Uderinky a fost declarat sit de importanță comunitară în septembrie 2017 pentru a proteja un număr necunoscut de specii din flora spontană și fauna sălbatică aflate în arealul zonei. Situl a fost protejat și ca arie specială de conservare în octombrie 2017.

## Biodiversitate
Situată în ecoregiunea alpină, aria protejată conține 1 habitat natural: Păduri stepice euro-siberiene cu Quercus spp..
La baza desemnării sitului se află un număr nedeclarat de specii protejate.